# Temps tridimensionnel
 (janvier 2017).
 (janvier 2017).
Un certain nombre d'auteurs proposent que le paramètre t représentant le temps ait trois composantes {\displaystyle t_{x}}, {\displaystyle t_{y}} et {\displaystyle t_{z}}, vérifiant {\displaystyle t^{2}=t_{x}^{2}+t_{y}^{2}+t_{z}^{2}}. Cette proposition est justifiée par le meilleur fonctionnement des équations de la relativité, en particulier des transformations de Lorentz, mais aussi des équations de Maxwell. Parmi ces auteurs, de manière non exhaustive, on trouve Barashenkov (1999), Chen (2005), Cole & Star (1990), Demers (1975), Franco (2006), Guy (2004), Kitada (2000), Pappas (1978, 1979), Teli (1984), Tsabary et Censor (2004), Ziino (1979 a et b) (ces articles donnent accès à une importante littérature). D’une façon générale, les différents auteurs cités ne proposent pas une interprétation physique de ce « temps tridimensionnel » mais constatent son fonctionnement mathématique tout en affirmant l’apparente nécessité de rajouter aux 3 + 1 dimensions habituelles deux dimensions cachées qui nous seraient inaccessibles.
Pour Guy (2004), le bon fonctionnement mathématique de ce paramètre à trois dimensions dit quelque chose sur la signification profonde du temps sans rajouter de dimensions à notre représentation du monde. Espace et temps renvoient aux mêmes degrés de liberté. Il faut modifier les représentations à fois du temps et de l’espace qui apparaissent comme les deux visages d’une même réalité.
Pour le temps, on peut le comprendre comme associé à un mouvement dans l’espace d’un mobile de référence dont les trois coordonnées d'espace permettent de définir la mesure du temps. On peut penser de façon bien pragmatique à la position du soleil ou à celle d’un photon dans une horloge atomique. Le temps scalaire qui sert à classer les phénomènes est l’abscisse curviligne de ce mouvement le long de sa trajectoire, vérifiant localement l’équation écrite plus haut entre t et {\displaystyle t_{x}}, {\displaystyle t_{y}} et {\displaystyle t_{z}}.
Pour l’espace, il faut le temporaliser, comme les recherches en sciences cognitives le font liant espace et mouvement (Berthoz, 1997) et associer à toute amplitude d’espace le temps de parcours d’une extrémité à l’autre de cette amplitude, par un phénomène reliant entre eux les divers points et donnant un sens à l’espace. Ce point de vue étend le point de vue de la relativité. Il demande aussi d’adopter sur ces questions de temps, espace et mouvement, une philosophie comprenant de l’incertitude et de l’incomplétude, comme c’est le cas pour la mécanique quantique par exemple (Guy, 2010).